# Polina Liefers
Polina Liefers (russisch Полина Лиферс Polina Lifers, * 28. Mai 1988) ist eine deutsch-russische Schauspielerin, Kostümbildnerin und Szenenbildnerin.
Liefers ist die Tochter der Schauspieler Jan Josef Liefers und Alexandra Tabakowa sowie die Enkelin von Oleg Tabakow. Sie studierte Szenografie an der Moscow Art Theatre School. Sie erhielt den russischen Theaterpreis Golden Mask 2015. Sie hat an der Staatsoper Unter den Linden, Theater unterm Dach und am Staatstheater Braunschweig gearbeitet.
Sie ist seit 2020 verheiratet und lebt in Moskau.

## Filmographie (Auswahl)
- 1995: Ich, der Boß